# 1573년

## 연호
- 명(明) 만력(萬曆) 원년
- 일본(日本) 겐키(元亀) 4년 / 덴쇼(天正) 원년
- 후 레 왕조(後黎朝) 자타이(嘉泰) 원년
- 막 왕조(莫朝) 숭캉(崇康) 6년

## 기년
- 류큐(琉球) 쇼에이왕(尚永王) 원년
- 명(明) 신종 만력제(神宗 萬曆帝) 원년
- 조선(朝鮮) 선조(宣祖) 6년
- 후 레 왕조(後黎朝) 세종(世宗) 원년
- 막 왕조(莫朝) 막머우헙(莫茂洽) 9년

## 사건
- 미카타가하라 전투.
- 무로마치 막부 멸망(일본).

## 사망
- 5월 13일 - 일본 센고쿠 시대의 장수, 다이묘 다케다 신겐